# Nabob
Nabob [-bå'b], egentligen en förvrängd form av den indiska titeln nawab, användes stundom i samma bemärkelse som denna, men oftare (från 1700-talet) som skämtsam benämning på européer, vilka i Indien förvärvat rikedom, och sedan i överflyttad bemärkelse på ofantligt rika och i lyx levande människor i allmänhet.